# LZ 114

LZ 114 als „Dixmude“ mit zusätzlicher Gondel

Der Zeppelin LZ 114, in Frankreich „Dixmude“, war das letzte Starrluftschiff, das für die Deutsche Marine im Ersten Weltkrieg gebaut worden war. Als militärische Bezeichnung war L 72 vorgesehen. Er wurde jedoch nicht mehr eingesetzt und musste als Reparation an Frankreich abgegeben werden.
„Dixmude“ ist die französische Schreibweise der Gemeinde Diksmuide in Westflandern, die im Ersten Weltkrieg vollkommen zerstört, aber danach wieder aufgebaut wurde.

## Geschichte
Die Fertigstellung von LZ 114 erfolgte kurz vor Kriegsende in der Löwentaler Luftschiffhalle der Luftschiffbau Zeppelin GmbH.
Nach dem Kriegsende wollten die Zeppeliner (u. a. Ernst A. Lehmann) eigentlich mit LZ 114 eine Transatlantik-Demonstrationsfahrt nach New York und zurück ohne Zwischenlandung und Benzinergänzung unternehmen: da LZ 114 noch als Kriegsluftschiff und nicht als Verkehrsluftschiff gebaut war, konnte es genügend Brennstoff tragen, um unter normalen Wetterbedingungen den Atlantik in beiden Richtungen ohne Halt zu überqueren. Das Schiff war dazu im Frühjahr 1919 auch bereits vorbereitet und ausgerüstet worden. Auch das Reichsmarineamt hatte zugestimmt. Hätte die Fahrt stattgefunden, wäre es die erste Nonstop-Überquerung des Atlantiks in der Luft gewesen. Die Reichsregierung verweigerte jedoch plötzlich die Genehmigung. Der Grund ist nicht bekannt. Es wird spekuliert, dass dies auf Druck der Alliierten geschah. Das britische Starrluftschiff R34 wurde so im Juli 1919 das erste Luftschiff, das den Atlantik überquerte, einem Flugzeug gelang diese Leistung nur wenige Tage vor R34.
Die Jungfernfahrt von LZ 114 fand so erst im darauf folgenden Jahr am 9. Februar (9. Juli?) 1920 unter Hugo Eckener statt.
Im Zuge der Reparationsforderung der Alliierten wurde das Luftschiff am 10./11. Juli 1920 von Kapitän A. Heinen nach Frankreich überführt. Ziel war zunächst Maubeuge. Die französische Marine taufte das Schiff dort auf den Namen „Dixmude“. Insgesamt passierte in den folgenden drei Jahren erst einmal wenig, da die Halle zu klein war und auch der notwendige Austausch der Gaszellen sich sehr in die Länge zog. Kommandant des Schiffes war Jean du Plessis de Grenedan.
Später wurde das Schiff auf den neuen Luftschiffstützpunkt Cuers-Pierrefeu bei Toulon verlegt. Dort gesellte sich auch der Zeppelin LZ 121 „Méditerranée“ (vorher „Nordstern“) zur „Dixmude“.
Auch die Aktivitäten mit dem Luftschiff nahmen wieder zu. Die „Dixmude“ führte einige bemerkenswerte Fahrten durch. Es war auch das einzige ehemalige deutsche Marineluftschiff, das als Beute der Alliierten noch größere Leistungen erbrachte.
Auf einigen Bildern ist eine zusätzliche Passagierkabine, die einige Meter hinter der Kommandogondel installiert wurde, erkennbar.

### Fahrten
(Auswahl)
- Am 2. August 1923 unternahm die „Dixmude“ eine 18-stündige Fahrt entlang der Mittelmeerküste.
- Auf der zweiten Fahrt wurde Korsika umrundet.
- Vom 30. August bis 2. September wurde eine 2800-Kilometer-Rundfahrt über Algier, Tunis, Bizerte, Sardinien und Korsika durchgeführt.
- Vom 25. bis zum 30. September brach das Luftschiff den damaligen Weltdauerrekord für Luftschiffe mit einer Fahrzeit von 118 Stunden und 41 Minuten über das Mittelmeer und die Sahara. Dabei wurden 7200 Kilometer zurückgelegt.
- Im Oktober unternahm das Schiff eine Rundreise durch Frankreich. Dabei nahm es auch an Manövern der Flotte teil.
- Auf einer anderen Rundreise vom 21. bis 24. November geriet das Schiff bei Cap Ferrat in schlechtes Wetter und wurde durch das Regenwasser um neun Tonnen schwerer. Trotzdem gelang eine sichere Fahrt zurück.

### Das Ende
Am 18. Dezember 1923 brach das Schiff unter Jean du Plessis de Grenedan zu einer erneuten Fernfahrt über Afrika auf. Der Kurs führte über Tunis, in die Sahara über Touggourt und die Oase In Salah. Danach wollte man weiter in Richtung Colomb-Bechar, jedoch wendete das Schiff wegen heftiger Gegenwinde bei Bou Saad und versuchte östlich um den Atlas herumzufahren. Die letzte Sichtung erfolgte über dem Golf von Gabès. Es gab keine Überlebenden. Am 28. Dezember fand man Wrackteile und die Leiche des Kommandanten an der Südküste von Sizilien. Am 4. Januar wurde ein verkohlter Tank gefunden.
Verschiedene Fakten zu diesem Unglück sind unklar. Einige Quellen geben an, dass es keine weiteren Erkenntnisse zum Verlust gab, während in anderen Quellen berichtet wird, dass das Schiff am 23. Dezember 1923 um 2:27 Uhr in Gewitterwetter bei Pantelleria in der Luft in Flammen aufging. Auch die Zahl der Toten und damit der Besatzungsmitglieder schwankt zwischen 50 und 52.
Die Luftschiffbegeisterung in Frankreich sank nach diesem Ereignis auf einen Tiefpunkt. Gemessen an der Opferzahl war der Verlust der „Dixmude“ nach der USS Akron das zweitschwerste Unglück eines Luftschiffes bis heute. In Pierrefeu-du-Var befinden sich heute ein beziehungsweise zwei Denkmäler zur Erinnerung an dieses Unglück.

## Technik
- Traggasvolumen: 68.500 Kubikmeter Wasserstoff in 16 Gaszellen
- Länge: 226,5 m
- größter Durchmesser: 23,9 m
- Leergewicht: 28,5 t
- Nutzlast: etwa 51 t
- Antrieb: sechs Maybach-Motoren mit je 180 kW (245 PS) auf sechs Holzluftschrauben
- Höchstgeschwindigkeit: etwa 117(?) km/h